# 평범한 사람과 독립적인 인격
평범한 사람과 독립적인 인격(平凡한 사람과 獨立的인 人格, 슬로바키아어: Obyčajní Ľudia a nezávislé osobnosti)은 2011년 슬로바키아에서 만들어진 사회보수주의 정당이다. 현재 지도자는 이고르 마토비치이며, 슬로바키아 공화국 국민의회의 의장을 지냈다. 현재 슬로바키아의 총리로 선출된 에두아르드 헤게르가 집권을 하게 되면서 의회에서 집권 여당이 되었다.